# HTC Legend
HTC Legend是台湾宏达国际电子生产的一款Android系统的手机。HTC于2010年2月16日在巴塞罗那的全球移动通讯大会上发布该款手机，并与2010年3月31日开始发售。
HTC Legend使用Android 2.1系统，拥有一体成型的铝合金机身，以及一块高亮度、高清晰度的3.2英寸AMOLED显示屏。沃达丰将在欧洲销售这部手机。由于担心继错过在其主要欧洲市场代理iPhone之后再次错失商机，沃达丰争取到这款手机在欧洲的代理销售资格。
尽管其机身由铝合金一体成型，HTC Legend仍可更换电池，电池可从手机底部一个分隔部分抽出。电池仓的背部也是手机天线所在的位置，因此机器的金属机身不会挡住信号。
Legend是十分受欢迎的HTC Hero的继任者，且比它的前任更纤细小巧。
在北美的首次发售由Virgin Mobile Canada和Bell进行。
在马来西亚，HTC Legend由DiGi， Maxis 和 Celcom发售。

## 市场接受情况
早期对HTC Legend的评价几乎都是正面的，赞扬其外观及相较于前任HTC Hero升级了的HTC Sense所提升的反应能力。评论者也赞扬手机底部的光学轨迹球比HTC Hero设计得更好从而使手机更美观。
CNET UK 于3月8日评测该手机并给出了 9.2分（满分10分） .
Gizmodo 同样于3月8日评测该手机，赞扬其制造质量、硬件改进及反应速度的提升，认为新的特点使它成为HTC Hero优秀的继任者。
然而，亦有部分使用者回報了故障議題，如HTC早期始終被詬病的天線問題與收話品質問題，並且成為了孤兒無支援的機種

## 爭議
HTC Legend所使用的AMOLED面板原本不被製造公司Samsung本身看好的，一開始是被HTC拿來製造此款手機，結果意外的熱賣；但是韓國Samsung公司卻壟斷了台灣的AMOLED面板貨源，然後再自行推出Galaxy S系列，引發不少爭議。